# Sacatepéquez
El departament de Sacatepéquez està situat a la regió Central de Guatemala. Limita al Nord, amb el departament de Chimaltenango; al Sud, amb el departament d'Escuintla; a l'Est, amb el departament de Guatemala; i a l'Oest, amb el departament de Chimaltenango. La capçalera departamental es troba a 54 quilòmetres de la ciutat de Guatemala.

## Història
L'etimologia de Sacatepéquez, segons l'historiador Fuentes y Guzmán, prové de Saca que significa herba; i tepet, turó; que vol dir turó d'herba. Aquesta ciutat va ser fundada el 21 de novembre de 1542 a la Vall de Pancán o Panchoy, i fou reconeguda com a capital del Regne de Guatemala durant 232 anys.
L'any de 1773, va ser fatídic per metròpoli del regne de Guatemala, doncs el 29 de juliol va ocórrer el devastador terratrèmol de Santa Marta, que va arruïnar la majoria dels seus bells edificis i habitatges, obligant el seu trasllat a la nova Guatemala de la Asunción, on va acabar el període colonial en 1821.
Sacatepéquez i La Antigua Guatemala eren 2 municipis pertanyents al departament de Chimaltenango. El 12 de setembre de 1839, l'Assemblea Nacional Constituent va declarar Sacatepéquez com a departament independent i va designar La Antigua Guatemala com la seva capçalera.
El departament de Sacatepéquez va ser creat per Decret de l'11 de desembre de 1879. Va estar integrat per 24 municipis, alguns dels quals van ser classificats posteriorment com a llogarets; actualment es troba conformat per 16 municipis.

## Divisió administrativa
El departament de Sacatepéquez comprèn 16 municipis que són:
1. Alotenango
2. La Antigua Guatemala
3. Ciudad Vieja
4. Jocotenango
5. Magdalena Milpas Altas
6. Pastores
7. San Antonio Aguas Calientes
8. San Bartolomé Milpas Altas
9. San Lucas Sacatepéquez
10. San Miguel Dueñas
11. Santa Catarina Barahona
12. Santa Lucía Milpas Altas
13. Santa María de Jesús
14. Santiago Sacatepéquez
15. Santo Domingo Xenacoj
16. Sumpango